# Кім Сон Квон
Кім Сон Квон (кор. 김성권; нар. 6 березня 1990) — південнокорейський борець вільного стилю, учасник восьми чемпіонатів світу, бронзовий призер чемпіонату світу серед військовослужбовців, чемпіон та срібний призер чемпіонатів Азії серед юніорів.

## Життєпис
Боротьбою почав займатися з 2005 року.
Виступав за спортивний клуб університету Сонсін, Сеул. Тренер — Чон Сун Вун.

## Спортивні результати на міжнародних змаганнях

### Виступи на Чемпіонатах світу
| Змагання                        | Збірна         | Вагова категорія          | Місце |
| ------------------------------- | -------------- | ------------------------- | ----- |
| Чемпіонат світу з боротьби 2013 | Південна Корея | вільна боротьба, до 55 кг | 17    |
| Чемпіонат світу з боротьби 2014 | Південна Корея | вільна боротьба, до 57 кг | 26    |
| Чемпіонат світу з боротьби 2015 | Південна Корея | вільна боротьба, до 57 кг | 26    |
| Чемпіонат світу з боротьби 2017 | Південна Корея | вільна боротьба, до 57 кг | 9     |
| Чемпіонат світу з боротьби 2018 | Південна Корея | вільна боротьба, до 57 кг | 13    |
| Чемпіонат світу з боротьби 2019 | Південна Корея | вільна боротьба, до 57 кг | 32    |
| Чемпіонат світу з боротьби 2021 | Південна Корея | вільна боротьба, до 61 кг | 20    |
| Чемпіонат світу з боротьби 2022 | Південна Корея | вільна боротьба, до 57 кг | 19    |

### Виступи на Чемпіонатах Азії
| Змагання                       | Збірна         | Вагова категорія          | Місце |
| ------------------------------ | -------------- | ------------------------- | ----- |
| Чемпіонат Азії з боротьби 2013 | Південна Корея | вільна боротьба, до 55 кг | 12    |
| Чемпіонат Азії з боротьби 2015 | Південна Корея | вільна боротьба, до 57 кг | 8     |
| Чемпіонат Азії з боротьби 2016 | Південна Корея | вільна боротьба, до 57 кг | 5     |
| Чемпіонат Азії з боротьби 2017 | Південна Корея | вільна боротьба, до 57 кг | 5     |
| Чемпіонат Азії з боротьби 2019 | Південна Корея | вільна боротьба, до 57 кг | 7     |
| Чемпіонат Азії з боротьби 2021 | Південна Корея | вільна боротьба, до 61 кг | 5     |
| Чемпіонат Азії з боротьби 2022 | Південна Корея | вільна боротьба, до 57 кг | 7     |
| Чемпіонат Азії з боротьби 2023 | Південна Корея | вільна боротьба, до 57 кг | 9     |

### Виступи на Азійських іграх
| Змагання           | Збірна         | Вагова категорія          | Місце |
| ------------------ | -------------- | ------------------------- | ----- |
| Азійські ігри 2018 | Південна Корея | вільна боротьба, до 57 кг | 5     |
| Азійські ігри 2022 | Південна Корея | вільна боротьба, до 57 кг | 11    |

### Виступи на Чемпіонатах світу серед військовослужбовців
| Змагання                                                  | Збірна         | Вагова категорія          | Місце  |
| --------------------------------------------------------- | -------------- | ------------------------- | ------ |
| Чемпіонат світу з боротьби серед військовослужбовців 2018 | Південна Корея | вільна боротьба, до 57 кг | Бронза |

### Виступи на інших змаганнях
| Змагання                                                     | Збірна         | Вагова категорія          | Місце  |
| ------------------------------------------------------------ | -------------- | ------------------------- | ------ |
| Гран-прі Німеччини з боротьби 2012                           | Південна Корея | вільна боротьба, до 55 кг | Бронза |
| Літня Універсіада 2013                                       | Південна Корея | вільна боротьба, до 55 кг | 8      |
| Гран-прі Іспанії з боротьби 2015                             | Південна Корея | вільна боротьба, до 57 кг | Золото |
| Меморіал Іона Корнеану 2015                                  | Південна Корея | вільна боротьба, до 57 кг | Золото |
| Турнір Дана Колова — Николи Петрова 2017                     | Південна Корея | вільна боротьба, до 57 кг | 5      |
| Турнір Г. Картозія і В. Балавадзе 2018                       | Південна Корея | вільна боротьба, до 57 кг | 5      |
| Турнір Дана Колова — Николи Петрова 2019                     | Південна Корея | вільна боротьба, до 57 кг | 8      |
| Олімпійський кваліфікаційний турнір з боротьби 2020 (Алмати) | Південна Корея | вільна боротьба, до 57 кг | 5      |
| Олімпійський кваліфікаційний турнір з боротьби 2020 (Софія)  | Південна Корея | вільна боротьба, до 57 кг | 8      |
| Турнір Дана Колова — Николи Петрова 2023                     | Південна Корея | вільна боротьба, до 57 кг | Срібло |
| Гран-прі Іспанії з боротьби 2023                             | Південна Корея | вільна боротьба, до 57 кг | Золото |
| Меморіал Імре Поляка та Яноша Варги 2023                     | Південна Корея | вільна боротьба, до 57 кг | 8      |

### Виступи на змаганнях молодших вікових груп
| Змагання                                      | Збірна         | Вагова категорія          | Місце  |
| --------------------------------------------- | -------------- | ------------------------- | ------ |
| Чемпіонат Азії з боротьби серед юніорів 2008  | Південна Корея | вільна боротьба, до 50 кг | Срібло |
| Чемпіонат Азії з боротьби серед юніорів 2010  | Південна Корея | вільна боротьба, до 55 кг | Золото |
| Чемпіонат світу з боротьби серед юніорів 2010 | Південна Корея | вільна боротьба, до 55 кг | 13     |